# Decoder (película)
Descoder es una película de Alemania Occidental de 1984 dirigida por Muscha. Mantiene una temática y estética  cyberpunk y contracultura. Está basada en textos de William S. Burroughs, quién también actúa en la película. Bill Rice interpreta a Jaeger ("Cazador"), un agente del gobierno a cargo de suprimir disidentes, mientras F.M. Einheit, miembro de la banda industrial Einstürzende Neubauten, interpreta a un empleado de una cadena de comida rápida que descubre que al cambiar la música de fondo del local a música industrial, puede incitar disturbios y una revolución contra el gobierno.
Decoder fue hecha con un bajo presupuesto. El filme fue escrito por Muscha, Klaus Maeck, Volker Schäfer, y Trini Trimpop.  No obstante, el proyecto logró  atraer un número considerable de personas notables dentro de la escena de la contracultura y música industrial. Entre las figuras notables que actuaron se incluyen William Burroughs, Génesis P-Orridge, Christiane Felscherinow, y entre las bandas que contribuyeron con el soundtrack se encuentran Soft Cell, Psychic TV, Einstürzende Neubauten, y The The.
La película fue considerada "extrañamente olvidada", y por numerosos años no consiguió una amplia circulación. Aun así, en 2019 la película fue lanzada al mercado en Blu-Ray y DVD por la distribuidora de culto Vinegar Syndrome.

## Reparto
- F.M. Einheit como F.M.
- Bill Rice como Jaeger
- Christiane F. como Christiana
- Berthold Bell como un entrenador de H-Burger (Britzhold Baron De Belle)
- Matthias Fuchs como el director de H-Burger
- William S. Burroughs como Hombre Anciano
- Genesis P-Orridge como el Sacerdote Superior
- Ralf Richter como el Asistente de Jaeger